# Suomenlinnan kirkke
Suomenlinnan kirkko, švédsky Sveaborgs kyrka a česky kostel Suomenlinna, je kostel finské církve, postavený původně jako pravoslavný chrám, který je na ostrově Iso Mustasaari (Stora Östersvartö) ve Finském zálivu Baltského moře u pobřeží jižního Finska. Nachází se také v souostroví a části Suomenlinna v okrese Ullanlinna, v Jižním hlavním obvodu (Eteläinen suurpiiri) v Helsinkách v provincii Uusimaa. Věž kostela slouží také jako maják.

## Historie a popis kostela

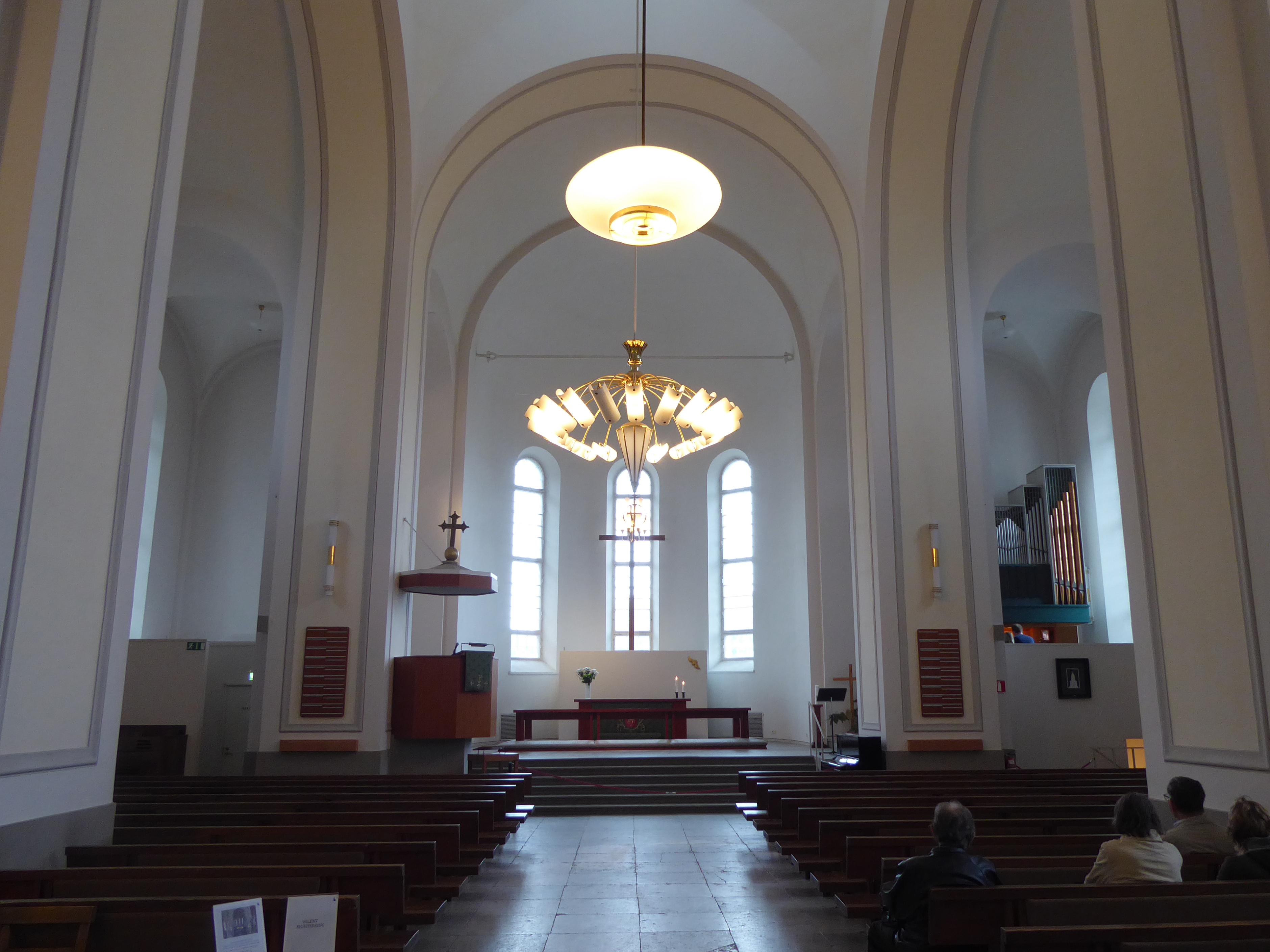
Interiér kostela

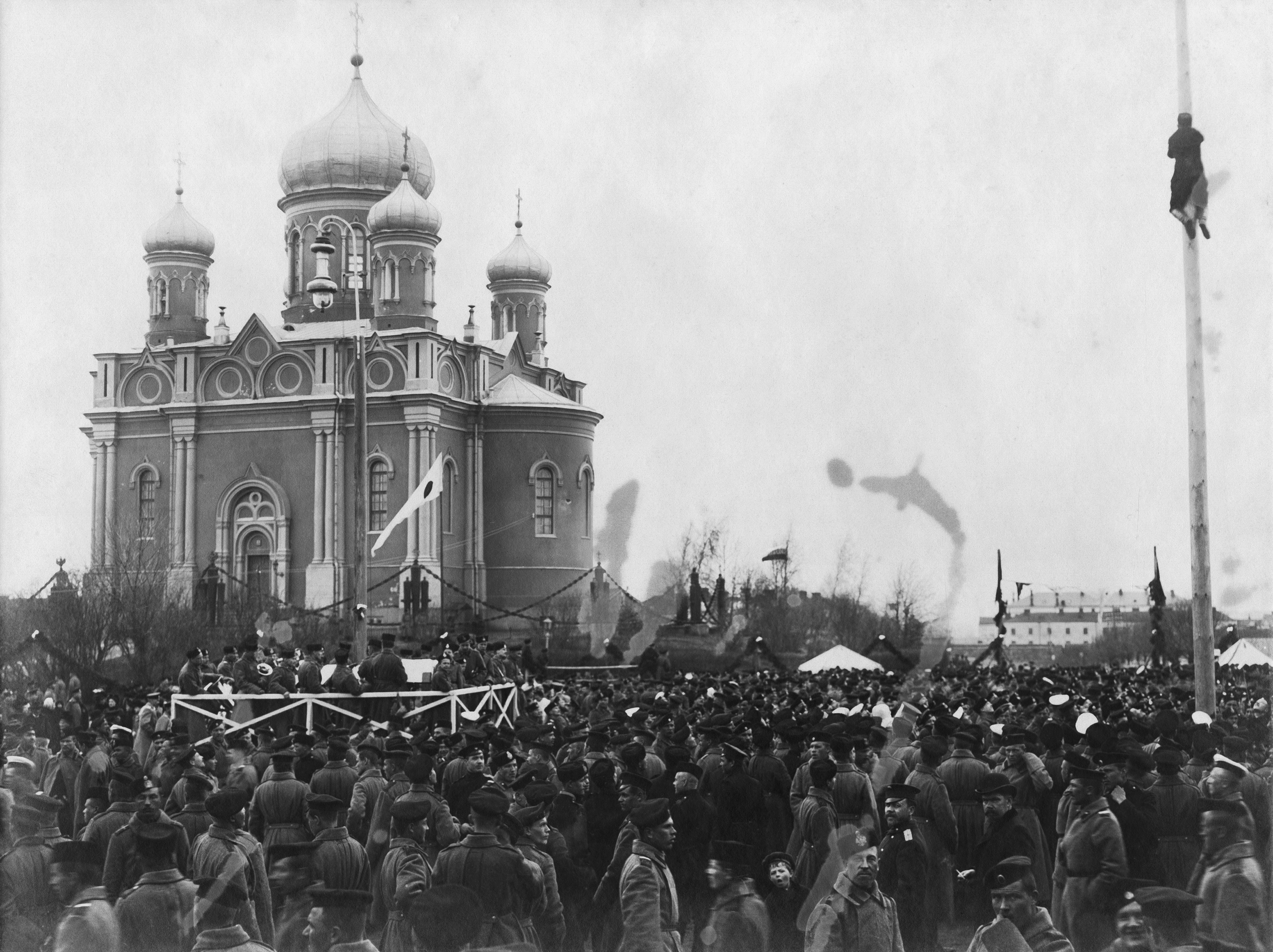
Kostel jako pravoslavný chrám sv. Alexandra Něvského roku 1908

Po většinu své historie sloužil Suomenlinnan kirko jako vojenský posádkový kostel. Kostel byl postaven v roce 1854 pro ruskou vojenskou posádku a to podle návrhu ruského architekta německého původu Konstantina Andrejeviče Thona (1794–1881). Chrám byl zasvěcen Alexandru Něvskému. V roce 1917 se Finsko vymanilo z ruského područí a kostel se v roce 1918 stal luterským. Většina původní výzdoby kostela byla odstraněna a pouze obraz Svatého přijímání, který byl součástí ikonostasu, byl ponechán jako oltářní obraz. V sále kostela byl postaven luteránský oltář, kazatelna a lavice. Čtyři cibulovité kopule byly odstraněny a nahrazeny jednoduchými věžovými vrcholy. Velká hlavní cibulová kopule zůstala na svém místě. O vzhledu kostela Suomenlinna se na počátku 20. let hodně diskutovalo, protože připomínal nepopulární ruskou éru. Proto bylo rozhodnuto kostel opět a to výrazně přestavět podle návrhu architekta Einara Sjöströma ze státních peněz v letech 1927 až 1929. Po smrti Einara Sjöströma práci vedl architekt Jarl Eklund. V roce 1929 bylo na vrchol věže umístěno světlo majáku, které bliká čtyřmi krátkými záblesky (písmeno H v morseovce jako Helsinky) a to v nadmořské výšce 54,2 m. Také zde byl umístěn rádiový maják pro letecký provoz, který později ztratil svůj význam a byl odstraněn. Kostel prošel ještě několika renovacemi. V roce 1960 byl kostel převeden z finských obranných sil do evangelické luteránské církve v Helsinkách. U kostela je zvonice s nejtěžším zvonem ve Finsku (6683 kg) z roku 1885. Kostel je obklopen netradičním plotem vytvořeným z děl, řetězů používaných k uzavření vodních průlivů a soch lvů. Varhany byly postaveny v kostele až v roce 1964.

## Další informace
Místo je v době otvíracích hodin celoročně volně přístupné. Bohoslužby se konají v neděli ve finštině. Kostel bývá využíván také pro občasné kulturní akce.

## Galerie

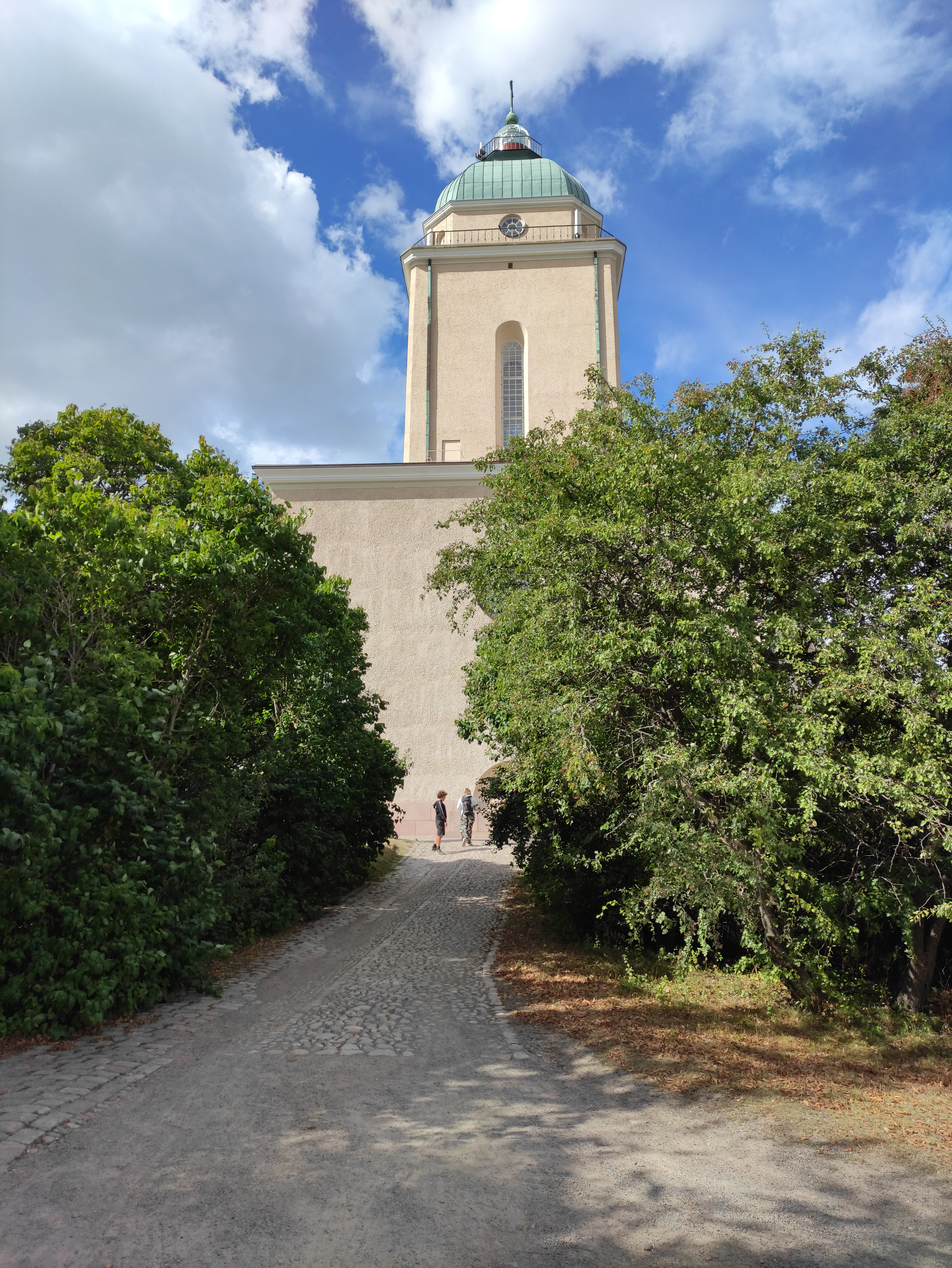
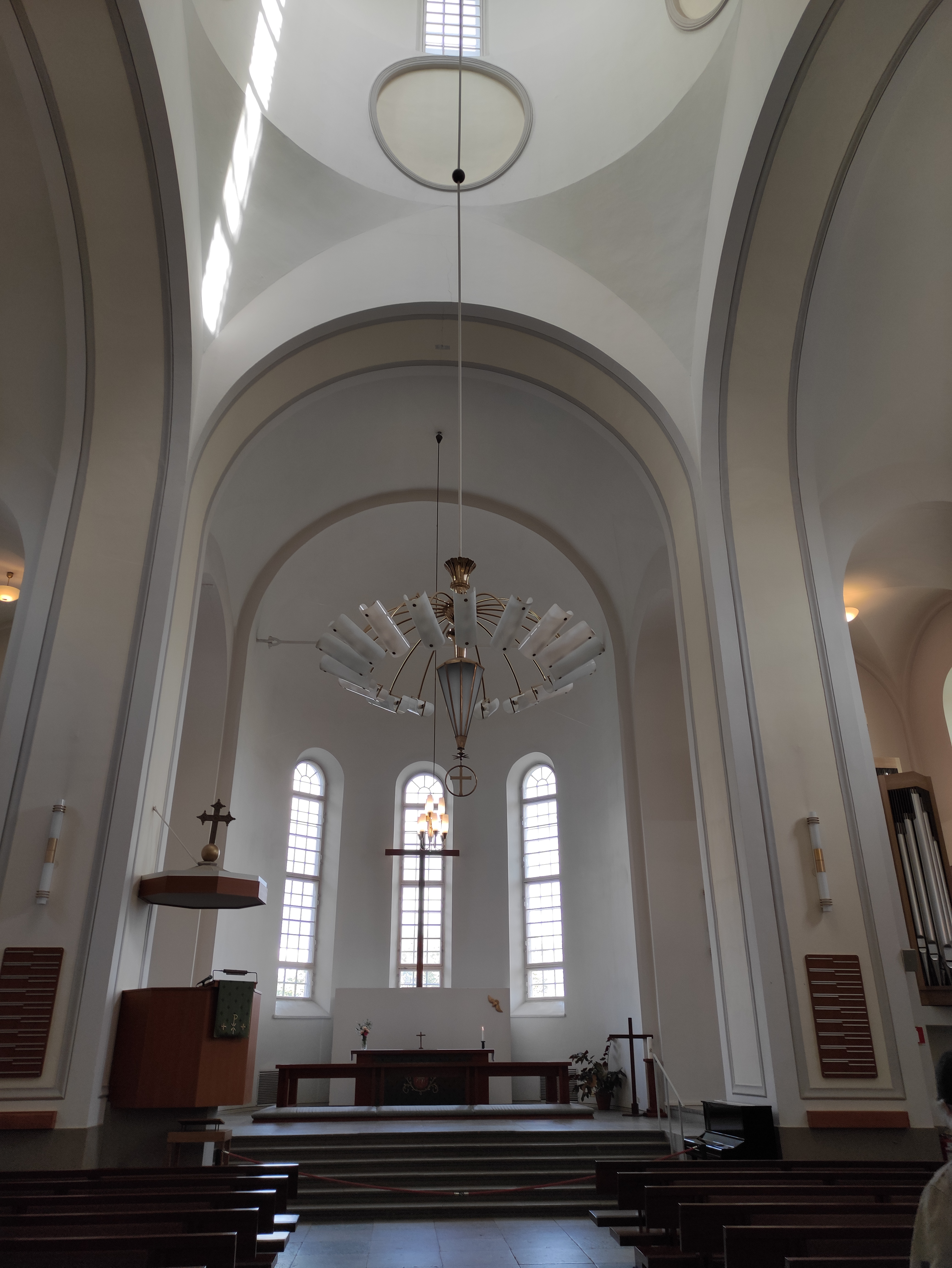
Interiér kostela
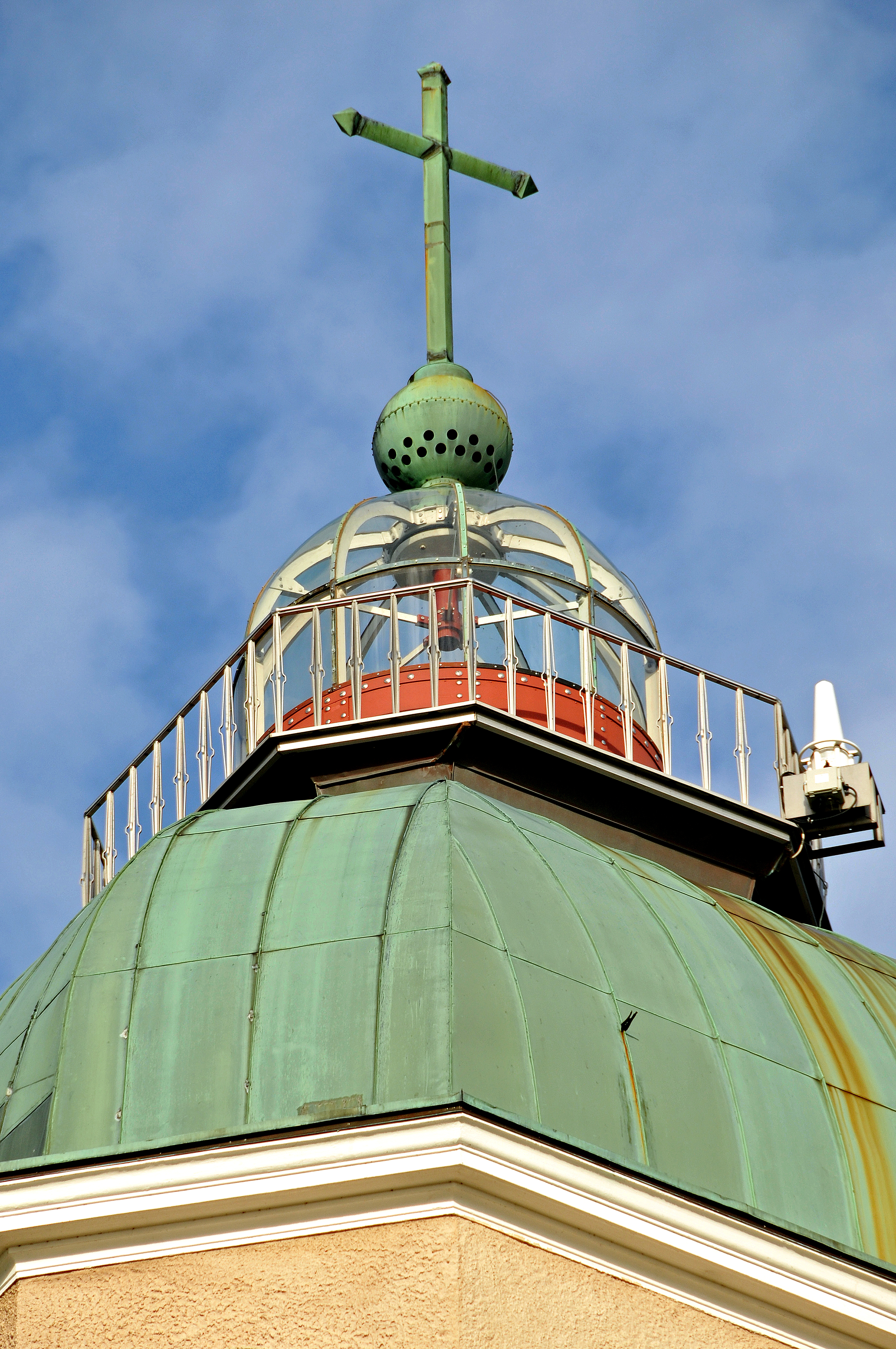
Věž kostela
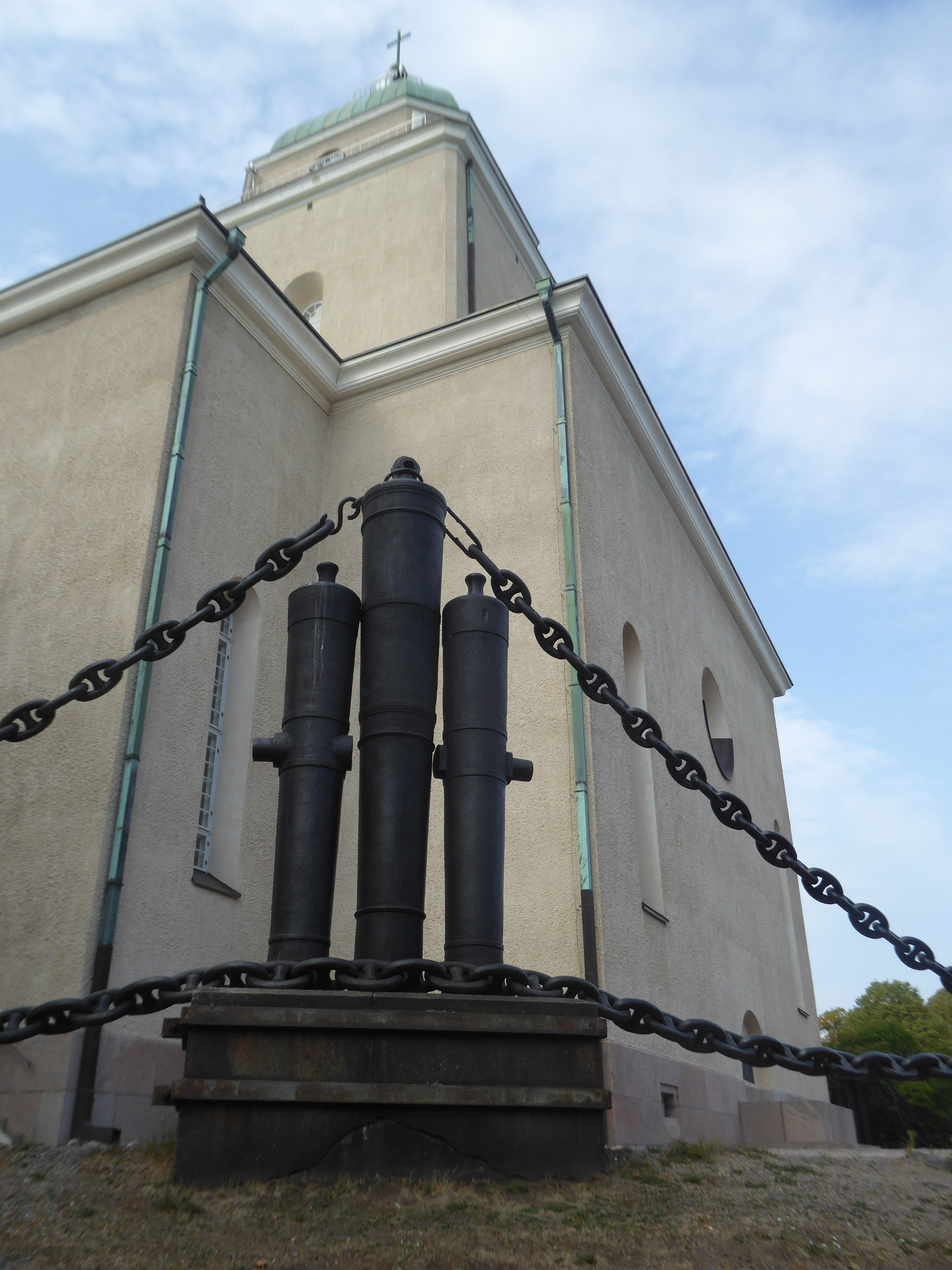
Památník u kostela
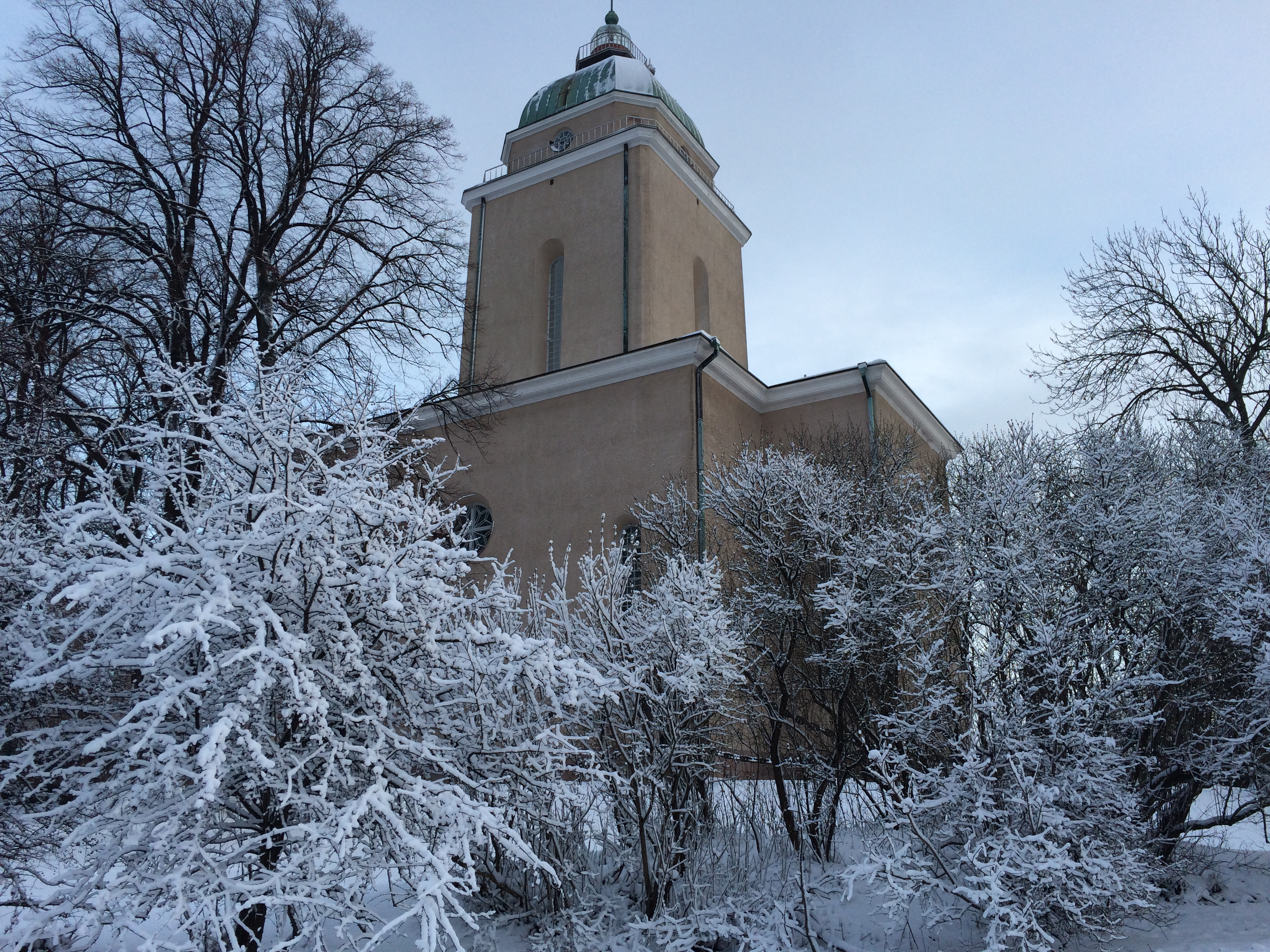
Kostel v zimě